# Південне (пам'ятка природи)
Півде́нне — ботанічна пам'ятка природи місцевого значення в Україні. Об'єкт природно-заповідного фонду Харківської області. 
Розташована в межах Дергачівського району Харківської області, на південний схід від селища Лісне і на північ від Київського району міста Харків. 
Площа 14,7 га. Статус присвоєно згідно з рішенням обласної ради від 20.03.2001 року. Перебуває у віданні: Данилівський дослідний держлісгосп УкрНДІЛГА ім. Г.М. Висоцького (квартал 137, вид. 2; квартал 138, вид. 1). 
Статус присвоєно для збереження дендрарію, де зростає багато видів деревних і чагарникових рослин. Серед них є місцеві листяні та інтродуковані хвойні породи. У складі трав'яного покриву — види, що підлягають особливій охороні.

## Галерея

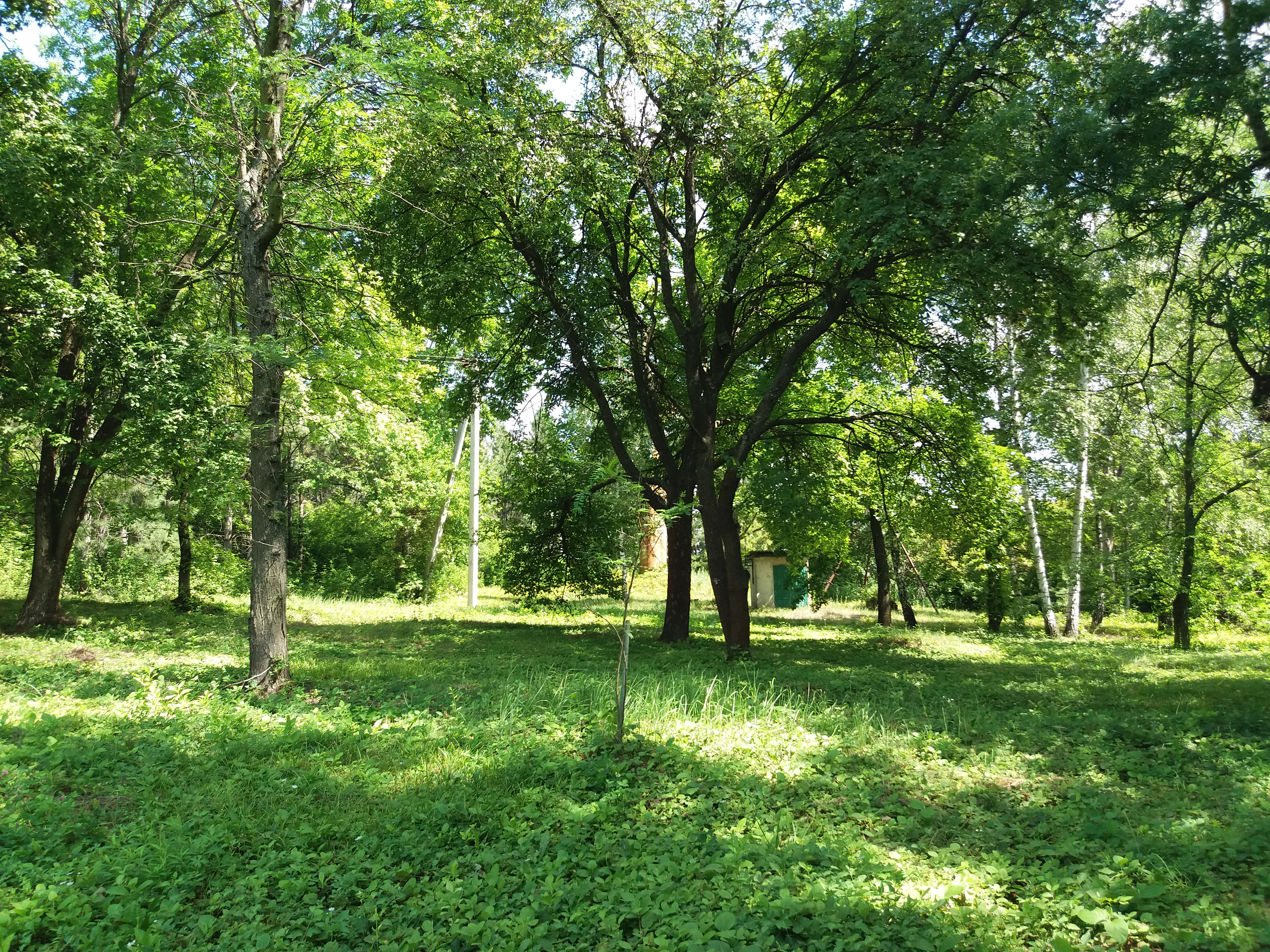
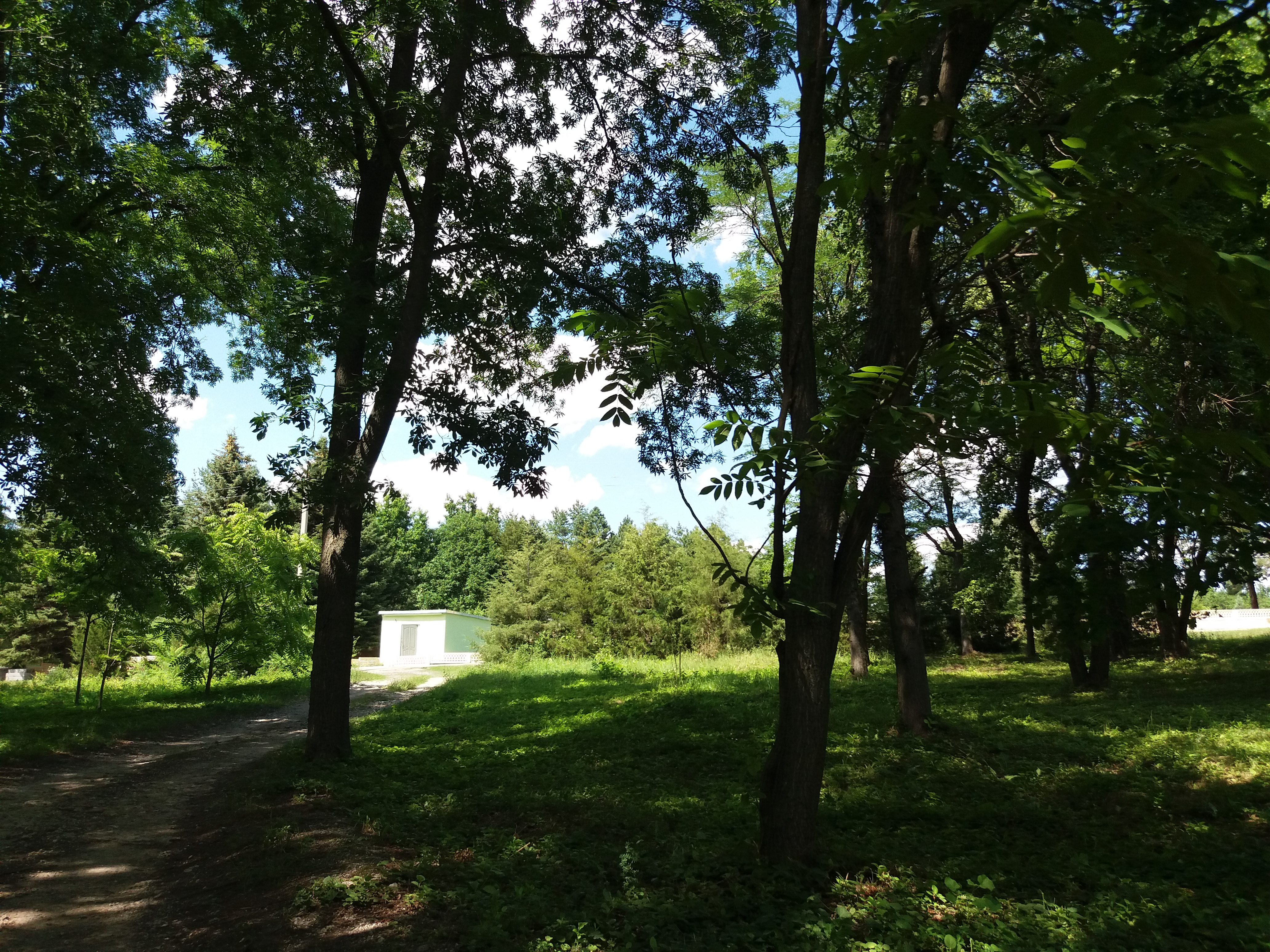
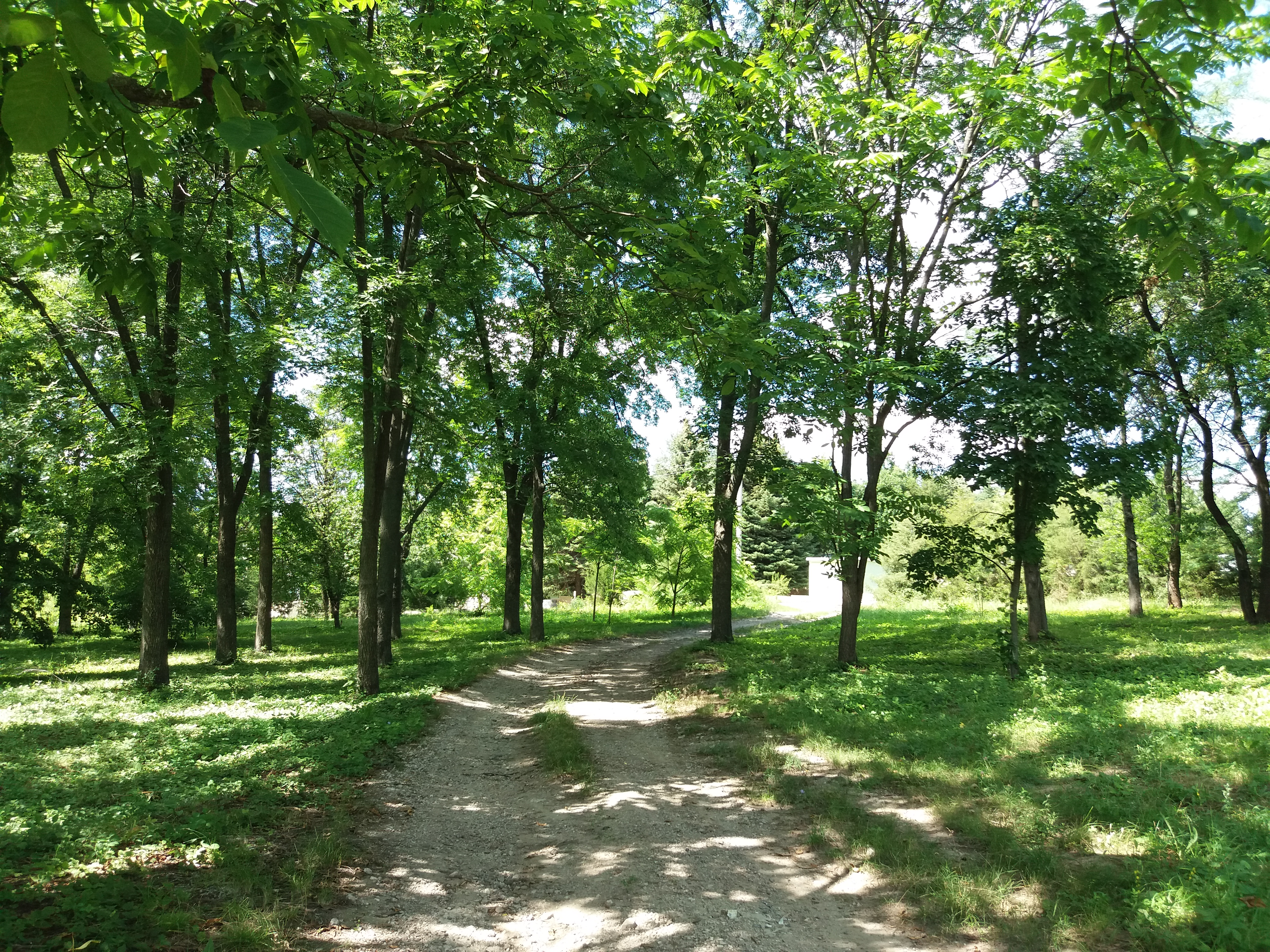